# 米里亞德群島
米里亞德群島（英語：Myriad Islands）是南極洲的群島，處於丹納布羅格群島和韋德爾群島以西，屬於威廉群島的一部分，長約9公里，由英國研究隊繪入地圖，現時由南極條約體系管理。